# 5306 Fangfen
5306 Fangfen è un asteroide della fascia principale. Scoperto nel 1980, presenta un'orbita caratterizzata da un semiasse maggiore pari a 2,8560984 UA e da un'eccentricità di 0,0667798, inclinata di 3,13407° rispetto all'eclittica.